# Club Sport José Galvez
El Club Sport José Galvez fou un club de futbol peruà de la ciutat de Lima.
El club va ser fundat el 2 de maig de 1907, per alumnes del col·legi "Dos de Mayo" de Lima. Va jugar a la primera divisió peruana entre 1915 i 1926. Es proclamà campió nacional els anys 1915 i 1916.

## Palmarès
- Lliga peruana de futbol: 
  - 1915, 1916